# 𐤔
La šin (𐤔‏‏‏‏‏‏‏) es la vigesimoprimera letra del alfabeto fenicio. Representaba el sonido fricativo postalveolar sordo transliterado como /š/ o /ʃ/, aunque otros autores defienden el sonido silbante, alveolar, predorsal y sordo /s/. De esta letra derivan la šin siríaca (ܫ), la šin hebrea (ש), las šīn (ش) y sīn (س) árabes, la sigma (Σ) griega, la S latina y las С, Ш y Щ cirílicas.

## Historia

### Origen
El glifo proto-sinaítico, según varios autores, se basaba en un "diente" (en hebreo moderno shen) y tenía el valor fonémico š que "corresponde etimológicamente (al menos en parte) al original semítico ṯ (th), que se pronunciaba s en cananeo del sur". No obstante, la Encyclopaedia Judaica refería en 1972 que representaría un arco compuesto.
| Aa32 |

| Aa32 |

### Evolución
| Fenicio | Púnico | Arameo   | Arameo  | Arameo | Arameo    |
| Fenicio | Púnico | Imperial | Nabateo | Hatreo | Palmireno |
| ------- | ------ | -------- | ------- | ------ | --------- |
|         |        |          |         |        |           |

### Fonética
Los fonemas del protosemítico septentrional ś y ʃ se fusionaron en fenicio en ʃ, sonido que comúnmente se otorga a esta letra. Se discute si los fonemas ʃ (𐤔‏) y s (𐤎), claramente distinguidos en la ortografía fenicia, no acabarían fusionándose en fencio clásico o en púnico tardío.
La historia de las letras que expresan sibilantes en los distintos alfabetos semíticos es complicada, debido a diferentes fusiones entre fonemas protosemíticos. Como se suele reconstruir, hay siete fonemas fricativos sordos coronales protosemíticos que evolucionaron hasta convertirse en las diversas sibilantes sordas de sus lenguas hijas, de la siguiente manera:
| Consonantes simples   | Consonantes simples | Consonantes simples | Consonantes simples | Consonantes simples | Consonantes simples | Consonantes simples | Consonantes simples | Consonantes simples | Consonantes simples | Consonantes simples | Consonantes simples |
| Protosemita           | acadio              | fenicio             | fenicio             | hebreo              | hebreo              | arameo              | arameo              | árabe               | árabe               | ge'ez               | ge'ez               |
| --------------------- | ------------------- | ------------------- | ------------------- | ------------------- | ------------------- | ------------------- | ------------------- | ------------------- | ------------------- | ------------------- | ------------------- |
| s [s] / [ts]          | s                   |                     | s                   | ס                   | s                   | ס                   | s                   | س‎                   | s                   | ሰ                   | s                   |
| š [ʃ] / [s]           | š                   |                     | š                   | שׁ                   | š                   | ש                   | š                   | س‎                   | s                   | ሰ                   | s                   |
| ṯ [θ]                 | š                   | ש, después ת        | š                   | שׁ                   | š                   | *ṯ, š después t     | ث‎                   | ṯ                   |                     | ሰ                   | s                   |
| ś [ɬ] / [tɬ]          | š                   | שׂ                   | š                   | *ś, s               | ש, después ס        | *ś, s               | ش‎                   | š                   | ሠ                   | ś                   |                     |
| Consonantes enfáticas |                     |                     |                     |                     |                     |                     |                     |                     |                     |                     |                     |
| protosemita           | acadio              | fenicio             | fenicio             | hebreo              | hebreo              | arameo              | arameo              | árabe               | árabe               | ge'ez               | ge'ez               |
| ṣ [sʼ] / [tsʼ]        | ṣ                   |                     | ṣ                   | צ                   | ṣ                   | צ                   | ṣ                   | ص‎                   | ṣ                   | ጸ                   | ṣ                   |
| ṱ [θʼ]                | ṣ                   | צ, después ט        | ṣ                   | צ                   | ṣ                   | *ṱ, ṣ después ṭ     | ظ‎                   | ẓ                   |                     | ጸ                   | ṣ                   |
| ṣ́ [ɬʼ] / [tɬʼ]        | ṣ                   | ק, después ע        | ṣ                   | צ                   | ṣ                   | *ṣ́, q/ḳ después ʿ   | ض‎                   | ḍ                   | ፀ                   | ṣ́                   |                     |

### En arameo
En idioma arameo se distingue shin y sin. Si bien el uso de shin está bien determinado, las reglas de ortografía de sin no están completamente resueltas.
Para expresar una /ś/ etimológica, varios dialectos eligieron exclusivamente sin o samek, mientras que otros dialectos cambian libremente entre estas letras (a menudo 'inclinándose' más a menudo hacia una u otra). Por ejemplo:
| ʿaśar "diez" | arameo antiguo       | arameo imperial                                  | arameo medio         | arameo palestino                                                                                    | arameo babilónico                |
| ------------ | -------------------- | ------------------------------------------------ | -------------------- | --------------------------------------------------------------------------------------------------- | -------------------------------- |
| 𐤏𐤔𐤓          | Inscripciones sirias | Ostracas idumeas, egipcio, persa-egipcio, Esdras | Qumrán               | Galileo                                                                                             | Gaónico, arameo babilónico judío |
| 𐤏𐤎𐤓          | Tell Halaf           | (ninguno registrado)                             | Palmireno, siríaco   | Zóar, arameo palestino cristiano                                                                    | Mandaico                         |
| ambos        | (ninguno registrado) | (ninguno registrado)                             | (ninguno registrado) | Targum Jehonathan, textos de archivo manuscritos originales, Targum palestino (Genizah), samaritano | Arameo literario judío tardío    |

Independientemente de cómo esté escrito, /ś/ en arameo hablado parece haberse resuelto universalmente en /s/.

## Descendientes

### Alfabeto árabe
En el alfabeto árabe, sīn está en la posición original (21) en el orden abyadií magrebí, representa /s/  y es la duodécima letra del orden hijā'ī moderno ( هِجَائِي) o alifbāʾī (أَلِفْبَائِي). Se escribe así:
| Posición | Aislada | Final | Media | Inicial |
| -------- | ------- | ----- | ----- | ------- |
| Forma:   | س       | ـس    | ـسـ   | سـ      |

En la orden abyad mashriqi س sīn ocupa el lugar de samej en la posición 15; mientras la variante de esta letra shīn se coloca en la posición original (21), que representa /ʃ/ , y es la decimotercera letra del orden hijā'ī moderno ( هِجَائِي) o alifbāʾī ( أَلِفْبَائِي). Se escribe así:
| Posición | Aislada | Final | Media | Inicial |
| -------- | ------- | ----- | ----- | ------- |
| Forma:   | ش       | ـش    | ـشـ   | شـ      |

### Alfabeto hebreo
Su nombre hebreo es שִׁין, representa dos fonemas diferentes: una sibilante /s/, como una s en español, y una /ʃ/, como la palabra inglesa shoe.

## Unicode
| Carácter      | ࠔ                     | ࠔ                     | ⅏                           | ⅏                           | 𐎌                    | 𐎌                    | 𐡔                            | 𐡔                            | ܫ                  | ܫ                  |
| ------------- | --------------------- | --------------------- | --------------------------- | --------------------------- | -------------------- | -------------------- | ---------------------------- | ---------------------------- | ------------------ | ------------------ |
| Unicode       | SAMARITAN LETTER SHAN | SAMARITAN LETTER SHAN | SYMBOL FOR SAMARITAN SOURCE | SYMBOL FOR SAMARITAN SOURCE | UGARITIC LETTER SHEN | UGARITIC LETTER SHEN | IMPERIAL ARAMAIC LETTER SHIN | IMPERIAL ARAMAIC LETTER SHIN | SYRIAC LETTER SHIN | SYRIAC LETTER SHIN |
| Codificación  | decimal               | hex                   | decimal                     | hex                         | decimal              | hex                  | decimal                      | hex                          | decimal            | hex                |
| Unicode       | 2068                  | U+0814                | 8527                        | U+214F                      | 66444                | U+1038C              | 67668                        | U+10854                      | 1835               | U+072B             |
| UTF-8         | 224 160 148           | E0 A0 94              | 226 133 143                 | E2 85 8F                    | 240 144 142 140      | F0 90 8E 8C          | 240 144 161 148              | F0 90 A1 94                  | 220 171            | DC AB              |
| Ref. numérica | &#2068;               | &#x814;               | &#8527;                     | &#x214F;                    | &#66444;             | &#x1038C;            | &#67668;                     | &#x10854;                    | &#1835;            | &#x72B;            |

| Carácter      | 𐤔                      | 𐤔                      | 𐪆                             | 𐪆                             | 𐩦                             | 𐩦                             | ሠ                   | ሠ                   |
| ------------- | ---------------------- | ---------------------- | ----------------------------- | ----------------------------- | ----------------------------- | ----------------------------- | ------------------- | ------------------- |
| Unicode       | PHOENICIAN LETTER SHIN | PHOENICIAN LETTER SHIN | OLD NORTH ARABIAN LETTER ES-2 | OLD NORTH ARABIAN LETTER ES-2 | OLD SOUTH ARABIAN LETTER SHIN | OLD SOUTH ARABIAN LETTER SHIN | ETHIOPIC LETTER SZA | ETHIOPIC LETTER SZA |
| Codificación  | decimal                | hex                    | decimal                       | hex                           | decimal                       | hex                           | decimal             | hex                 |
| Unicode       | 67860                  | U+10914                | 68230                         | U+10A86                       | 68198                         | U+10A66                       | 4640                | U+1220              |
| UTF-8         | 240 144 164 148        | F0 90 A4 94            | 240 144 170 134               | F0 90 AA 86                   | 240 144 169 166               | F0 90 A9 A6                   | 225 136 160         | E1 88 A0            |
| Ref. numérica | &#67860;               | &#x10914;              | &#68230;                      | &#x10A86;                     | &#68198;                      | &#x10A66;                     | &#4640;             | &#x1220;            |